# Колдуэлл, Джон Кеннет
Джон Кеннет Колдуэлл (англ. John Kenneth Caldwell; 16 октября 1881, Пайктон, Огайо, США — 27 июня 1982, Монтерей, Калифорния) — американский дипломат, переводчик.

## Биография
Республиканец. На дипломатической работе с 1906 года. Офицер дипломатической службы. В 1909 году занимал должность заместителя генерального консула в Йокогаме, Япония. В 1911 году — вице-консул в Порт-Артуре. С 1914 по 1920 год служил консулом во Владивостоке, Россия. Во время Первой мировой войны ему было поручено помогать немецким военнопленным в Сибири, позже он подготовил отчёт о Николаевском инциденте, произошедшем во время японской интервенции Сибири.
С 1920 по 1921 год — консул в Кобе, Япония, затем в 1921—1924 годах работал секретарём посольства в Токио. С 1932 по 1935 год — генеральный консул в Сиднее, Австралия. В 1935—1941 годах служил генеральным консулом в Тяньцзине, Китай, сохранил свой пост после того, как японцы взяли город под свой контроль.
14 апреля 1943 года президент Франклин Рузвельт назначил его послом в Эфиопии. Позже стал чрезвычайным и полномочным послом. Служил послом в Эфиопии до 26 августа 1945 года.